# Kabuybucht
Die Kabuybucht (auch Kabuibucht oder Kaboeibucht, indonesisch Teluk Kabui) liegt an der Südküste der Insel Waigeo, die zum Archipel von Raja Ampat gehört.

## Geographie
Nach Süden wird die Kabuybucht durch die Insel Gam nahezu vollständig von der Dampierstraße abgetrennt. Einen breiten Zugang zur Bucht gibt es im Südosten. In seiner Mitte liegt die Insel Ura (Oera). Im Südwesten trennt nur die sehr schmale Kabuystraße die Inseln Waigeo und Gam. Hier bildet die Soemlamanjokobucht eine Nebenbucht der Kabuybucht zwischen Waigeo und Gam. Im Nordosten liegt hinter der Insel Mjanef die kleine Sesilbucht. Kleinere Inseln liegen am südöstlichen Eingang und nah der Küste im Nordosten und im Westen.